# Siège de Harlech
Révolte des Gallois
Batailles
Le siège de Harlech a lieu en avril 1404 au Pays de Galles. Il est conduit par les forces du chef rebelle gallois Owain Glyndŵr et s'inscrit dans la révolte des Gallois.

## Déroulement
Owain Glyndŵr progresse au cours de l'année 1403. Son adversaire Henri IV d'Angleterre doit affronter une rébellion sérieuse dans le Cheshire lors de la bataille de Shrewsbury. Owain en profite pour chasser l'armée anglaise de Galles lors de la bataille de Stalling Down. Au début de l'année 1404, il avance vers Harlech, encore aux mains des Anglais. À partir de 1402, le château est assiégé par les révoltés gallois. Owain reçoit des renforts français de 1 100 hommes. La France est alors en conflit avec l'Angleterre lors de la guerre de Cent Ans. La maîtrise de la Manche par les Français leur permettent de porter la guerre sur le territoire de leur ennemi. 
Le corps expéditionnaire français apporte de puissants engins de sièges et ses navires permettent le blocus total du château. La garnison de 12 hommes d'armes et 45 archers est très mal équipée, les défenseurs ne disposent selon un inventaire de l'année 1403 que de trois boucliers, huit casques, six lances (dont 4 sans fer), dix paires de gants et quatre canons,. La résistance anglaise dure plusieurs mois, malgré la famine. Au mois d'avril 1404, la garnison, qui ne compte alors plus que 21 hommes, les autres ayant été tués par la faim, capitule.
Désireux de prouver le sérieux de son caractère souverain, Owain tient une cour à Harlech et nomme le sournois et brillant Gruffydd Young comme chancelier. Peu après, il convoque son premier Parlement (ou plus exactement un Cynulliad) du pays de Galles à Machynlleth en 1404, puis à Harlech en 1405. C'est là qu'il est couronné prince de Galles, avant d'annoncer son programme pour le pays.